# Лејк Анет (Мисури)
Лејк Анет (енгл. Lake Annette) град је у америчкој савезној држави Мисури.

## Демографија
По попису из 2010. године број становника је 100, што је 63 (-38,7%) становника мање него 2000. године.
| Група             | 2000.       | 2010.      |
| Белци             | 153 (93,9%) | 90 (90,0%) |
| Афроамериканци    | 2 (1,2%)    | 0 (0,0%)   |
| Азијати           | 0 (0,0%)    | 0 (0,0%)   |
| Хиспаноамериканци | 3 (1,8%)    | 2 (2,0%)   |
| Укупно            | 163         | 100        |